# Rimini Calcio 1962-1963
Questa voce raccoglie le informazioni riguardanti il Rimini Calcio nelle competizioni ufficiali della stagione 1962-1963.

## Rosa
| N. |                   | Ruolo | Calciatore            |
| -- | ----------------- | ----- | --------------------- |
|    | Italia (bandiera) | C     | Gianfranco Bullini    |
|    | Italia (bandiera) | D     | Lino Carletti         |
|    | Italia (bandiera) | C     | Giovanni Ceschi       |
|    | Italia (bandiera) | P     | Roberto Conti         |
|    | Italia (bandiera) | D     | Pietro Corsini        |
|    | Italia (bandiera) | C     | Guido Furini          |
|    | Italia (bandiera) | P     | Claudio Galassi       |
|    | Italia (bandiera) | A     | Gabriele Guizzo       |
|    | Italia (bandiera) | C     | Giampiero Mangiarotti |

| N. |                   | Ruolo | Calciatore       |
| -- | ----------------- | ----- | ---------------- |
|    | Italia (bandiera) | A     | Vittorio Morelli |
|    | Italia (bandiera) | C     | Franco Nanni     |
|    | Italia (bandiera) | C     | Giuseppe Nerozzi |
|    | Italia (bandiera) | D     | Franco Pelos     |
|    | Italia (bandiera) | A     | Remo Pennati     |
|    | Italia (bandiera) | C     | Giorgio Perversi |
|    | Italia (bandiera) | A     | Vittorio Protti  |
|    | Italia (bandiera) | D     | Vittorio Risso   |
|    | Italia (bandiera) | D     | Romano Scardovi  |